# Gluta speciosa
Gluta speciosa är en sumakväxtart som först beskrevs av Henry Nicholas Ridley, och fick sitt nu gällande namn av Ding Hou. Gluta speciosa ingår i släktet Gluta och familjen sumakväxter. Inga underarter finns listade i Catalogue of Life.